# Clemar Bucci
Clemar Bucci (Zenón Pereyra, 4 de setembro de 1920 - Buenos Aires, 12 de janeiro de 2011) foi um piloto de automobilismo argentino.
Correu cinco provas da Fórmula 1 entre 1954 e 1955, sem marcar pontos.

## Todos os Resultados na Fórmula 1
(legenda)
| Ano  | Equipe                    | Chassis         | Motor       | 1         | 2   | 3   | 4   | 5       | 6       | 7       | 8       | 9   | Posição | Pontos |
| ---- | ------------------------- | --------------- | ----------- | --------- | --- | --- | --- | ------- | ------- | ------- | ------- | --- | ------- | ------ |
| 1954 | Equipe Gordini            | Gordini Type 16 | Gordini L6  | ARG       | 500 | BEL | FRA | GBR Ret | GER Ret | SUI Ret | ITA Ret | ESP | NC      | 0      |
| 1955 | Officine Alfieri Maserati | Maserati 250F   | Maserati L6 | ARG Ret * | MON | 500 | BEL | PAB     | GBR     | ITA     |         |     | NC      | 0      |

* Corrida em parceria com Harry Schell e Carlos Menditeguy